# 德拉什科·布尔古连
德拉什科·布尔古连（1984年12月27日—），黑山男子水球运动员。他曾代表黑山参加2008年、2012年、2016年和2020年夏季奥林匹克运动会水球比赛，其中2008年、2012年和2016年奥运会均获得第四名。